# Équipe de Saint-Vincent-et-les-Grenadines de football
Cet article traite de l'équipe masculine. Pour l'équipe féminine, voir Équipe de Saint-Vincent-et-les-Grenadines féminine de football.
Maillots
L'équipe de Saint-Vincent-et-les-Grenadines de football est une sélection des meilleurs joueurs vincentais sous l'égide de la Fédération de Saint-Vincent-et-les-Grenadines de football.

## Histoire
Saint-Vincent-et-les-Grenadines atteint par deux fois la 2e place du Championnat de la CFU, en 1979 et 1981.
Dans les années 1990, elle se hisse en finale de la Coupe caribéenne des nations 1995, qu'elle perd largement face à Trinité-et-Tobago (0-5). Ce résultat lui permet néanmoins de participer à la Gold Cup 1996, où elle se trouve placée dans le groupe A, en compagnie du Mexique et du Guatemala. La Vincy Heat s'incline lourdement face à ses deux adversaires de la poule et est rapidement éliminée du tournoi continental. C'est sa seule participation à une Gold Cup jusqu'à présent.
Même si Saint-Vincent-et-les-Grenadines n'a jamais disputé une phase finale de Coupe du monde, elle a participé à toutes les campagnes de qualification depuis 1994. Par ailleurs, l'équipe a atteint son meilleur rang au classement mondial de la FIFA en octobre 2006 en se hissant à la 85e place.

## Résultats

### Classement FIFA
| Année              | 1993 | 1994 | 1995 | 1996 | 1997 | 1998 | 1999 | 2000 | 2001 | 2002 | 2003 | 2004 | 2005 | 2006 | 2007 | 2008 | 2009 | 2010 | 2011 | 2012 | 2013 | 2014 | 2015 | 2016 | 2017 | 2018 |
| ------------------ | ---- | ---- | ---- | ---- | ---- | ---- | ---- | ---- | ---- | ---- | ---- | ---- | ---- | ---- | ---- | ---- | ---- | ---- | ---- | ---- | ---- | ---- | ---- | ---- | ---- | ---- |
| Classement mondial | 129  | 144  | 95   | 93   | 122  | 138  | 141  | 127  | 125  | 144  | 169  | 137  | 130  | 85   | 101  | 133  | 152  | 142  | 144  | 125  | 153  | 119  | 143  | 179  | 174  | 180  |

### Parcours en Coupe du monde
| Année | Position     |      | Année         | Position |               | Année | Position |
| 1930  | Non inscrite | 1974 | Non inscrite  | 2010     | Non qualifiée |       |          |
| 1934  | Non inscrite | 1978 | Non inscrite  | 2014     | Non qualifiée |       |          |
| 1938  | Non inscrite | 1982 | Non inscrite  | 2018     | Non qualifiée |       |          |
| 1950  | Non inscrite | 1986 | Non inscrite  | 2022     | Non qualifiée |       |          |
| 1954  | Non inscrite | 1990 | Non inscrite  | 2026     | Non qualifiée |       |          |
| 1958  | Non inscrite | 1994 | Non qualifiée | 2030     | À venir       |       |          |
| 1962  | Non inscrite | 1998 | Non qualifiée | 2034     | À venir       |       |          |
| 1966  | Non inscrite | 2002 | Non qualifiée |          |               |       |          |
| 1970  | Non inscrite | 2006 | Non qualifiée |          |               |       |          |

### Parcours en Gold Cup
| Année | Position     |      | Année         | Position |               | Année | Position |
| 1963  | Non inscrite | 1991 | Non inscrite  | 2011     | Non qualifiée |       |          |
| 1965  | Non inscrite | 1993 | Non qualifiée | 2013     | Non qualifiée |       |          |
| 1967  | Non inscrite | 1996 | 1er tour      | 2015     | Non qualifiée |       |          |
| 1969  | Non inscrite | 1998 | Non qualifiée | 2017     | Non qualifiée |       |          |
| 1971  | Non inscrite | 2000 | Non qualifiée | 2019     | Non qualifiée |       |          |
| 1973  | Non inscrite | 2002 | Non qualifiée | 2021     | Non qualifiée |       |          |
| 1977  | Non inscrite | 2003 | Non inscrite  | 2023     | Non qualifiée |       |          |
| 1981  | Non inscrite | 2005 | Non qualifiée | 2025     | Non qualifiée |       |          |
| 1985  | Non inscrite | 2007 | Non qualifiée |          |               |       |          |
| 1989  | Non inscrite | 2009 | Non qualifiée |          |               |       |          |

### Parcours en Ligue des nations
| Édition   | Ligue | Phase de groupes | Phase de groupes | Phase de groupes | Phase de groupes | Phase de groupes | Phase de groupes | Phase de groupes | Phase finale | Phase finale | Phase finale | Phase finale | Phase finale | Phase finale | Phase finale | Phase finale |
| Édition   | Ligue | Class.           | M                | V                | N                | D                | BM               | BE               | Pays hôte    | Résultat     | M            | V            | N            | D            | BM           | BE           |
| --------- | ----- | ---------------- | ---------------- | ---------------- | ---------------- | ---------------- | ---------------- | ---------------- | ------------ | ------------ | ------------ | ------------ | ------------ | ------------ | ------------ | ------------ |
| 2019-2020 | B     | 2/4              | 6                | 3                | 2                | 1                | 6                | 4                | 2020         | Inéligible   | Inéligible   | Inéligible   | Inéligible   | Inéligible   | Inéligible   | Inéligible   |
| 2022-2023 | B     | 4/4              | 6                | 0                | 2                | 4                | 5                | 14               | 2023         | Inéligible   | Inéligible   | Inéligible   | Inéligible   | Inéligible   | Inéligible   | Inéligible   |
| 2023-2024 | B     | 2/4              | 6                | 3                | 0                | 3                | 13               | 14               | 2024         | Inéligible   | Inéligible   | Inéligible   | Inéligible   | Inéligible   | Inéligible   | Inéligible   |
| 2024-2025 | B     | 2/4              | 6                | 4                | 1                | 1                | 12               | 7                | 2025         | Inéligible   | Inéligible   | Inéligible   | Inéligible   | Inéligible   | Inéligible   | Inéligible   |
| 2026-2027 | B     | /4               | 0                | 0                | 0                | 0                | 0                | 0                | 2027         | Inéligible   | Inéligible   | Inéligible   | Inéligible   | Inéligible   | Inéligible   | Inéligible   |
| Total     | Total | Total            | 24               | 10               | 5                | 11               | 36               | 39               | Total        | Total        | 0            | 0            | 0            | 0            | 0            | 0            |

### Parcours en Coupe caribéenne des nations
- 1978 : Non inscrit
- 1979 : Deuxième
- 1981 : Deuxième
- 1983 : 1er tour préliminaire
- 1985 : 1er tour préliminaire
- 1988 : Non inscrit
- 1989 : Phase de groupe
- 1990 : Phase de groupe
- 1991 : Non inscrit
- 1992 : Phase de groupe
- 1993 : Phase de groupe
- 1994 : Tour préliminaire
- 1995 : Finaliste
- 1996 : Phase de groupe
- 1997 : Tour préliminaire
- 1998 : Tour préliminaire
- 1999 : Tour préliminaire
- 2001 : Tour préliminaire
- 2005 : Tour préliminaire
- 2007 : Phase de groupe
- 2008 : 1er tour de qualifications
- 2010 : 1er tour de qualifications
- 2012 : 2e tour de qualifications
- 2014 : 2e tour de qualifications
- 2017 : 2e tour de qualifications

### Palmarès
- Coupe caribéenne des nations :
  - Finaliste en 1979, 1981 et 1995.
- Windward Islands Tournament (5) :
  - Vainqueur en 1965, 1966, 1973, 2015 et 2019.

## Joueurs

### Sélection actuelle
Groupe des sélectionnéspour la Ligue des nations de la CONCACAF 2022-2023 en juin 2022.
Gardiens
- Jadiel Chance | 8 avril 1999 (26 ans) | 7 | 0 |  Fitz Hughes Predators
- Josh Stowe | 6 mai 2003 (22 ans) | 1 | 0 |  Bequia United

Défenseurs
- Najima Burgin | 17 octobre 1997 (27 ans) | 3 | 0 |  Jebelle
- Kevin Francis | 21 janvier 1994 (31 ans) | 39 | 2 |  Kitsap Pumas
- Iruel Matthias | 26 avril 2003 (22 ans) | 3 | 0 |  Jebelle
- Jahvin Sutherland | 10 novembre 1994 (30 ans) | 29 | 3 |  System 3
- Mekeal Williams | 12 février 2001 (24 ans) | 4 | 0 |  System 3
- Jamal Yorke | 9 octobre 1991 (33 ans) | 22 | 0 |  Sion Hill

Milieux
- Adeem Charles | Date de naissance inconnue | 4 | 0 |  sans club
- Dorren Hamlet | 16 juillet 1989 (36 ans) | 64 | 2 |  Pastures FC
- Matthew Jackson | 3 mars 2003 (22 ans) | 4 | 0 |  Sion Hill
- Terrason Joseph | 26 juin 2002 (23 ans) | 2 | 0 |  Jebelle
- Nazir McBurnette | 18 février 1993 (32 ans) | 53 | 4 |  Hope International
- Malcolm Stewart | 19 novembre 1997 (27 ans) | 5 | 1 |  TCSC

Attaquants
- Garett Leigertwood | 19 février 2000 (25 ans) | 5 | 0 |  Avenues United
- Cornelius Stewart | 7 octobre 1989 (35 ans) | 59 | 19 |  Sheikh Jamal DC
- Rondell Thomas | 12 décembre 2000 (24 ans) | 4 | 1 |  Hope International
- Kurtlon Williams | 21 juin 1990 (35 ans) | 8 | 0 |  Fitz Hughes Predators

### Principaux joueurs (tous les temps)
- Wesley Charles
- Wesley John
- Marlon James
- Cornelius Huggins
- Myron Samuel
- Shandel Samuel
- Melvin Andrews
- Ezra Hendrickson

## Sélectionneurs

### Encadrement technique actuel
- Sélectionneur sélection A :  Kendale Mercury
- Sélectionneur adjoint :
- Entraîneur des gardiens :
- Physiothérapiste :
- Manager :

### Liste des sélectionneurs
| Nom                | 0 Nationalité 0 | Période   |
| ------------------ | --------------- | --------- |
| Millington Elliot  |                 | 1990-1992 |
| Jorge Ramos        |                 | 1992      |
| Ignacio Vergelli   |                 | 1992-1995 |
| Lenny Taylor       |                 | 1995-1996 |
| Bertille St. Clair |                 | 1996      |
| Samuel Carrington  |                 | 1996-2000 |
| Lenny Taylor       |                 | 2000-2001 |
| Elvis Brown        |                 | 2002      |
| Adrian Shaw        |                 | 2003-2004 |
| Zoran Vraneš       |                 | 2004-2007 |
| Roger Gurley       |                 | 2008      |
| John Stewart Hall  |                 | 2009      |
| Colwyn Rowe        |                 | 2011      |
| Cornelius Huggins  |                 | 2012-2016 |
| Keith Ollivierre   |                 | 2016      |
| Cornelius Huggins  |                 | 2017-2018 |
| Kendale Mercury    |                 | 2019-2024 |
| Ezra Hendrickson   |                 | 2024-     |